# Phonoline
Phonoline war ein kostenpflichtiger Dienst der PhonoNet AG, Hamburg, der Musik im Online-Vertrieb bereitstellte.
Phonoline war ein ambitioniertes Projekt, mit dem die deutsche Musikindustrie auf die Bedrohung durch illegale Downloads reagieren und eine legale Alternative bereitstellen wollte. Die Planungen für die Plattform, an der die Deutsche Telekom als Partner für die technische Seite beteiligt war, begannen 2001. Der Start verzögerte sich jedoch immer wieder. Als Gründe dafür wurden abwechselnd technische Schwierigkeiten und Konflikte mit Verwertungsgesellschaften wie der GEMA über die Höhe der abzuführenden Vergütungen genannt. Es nahmen 16 Labels teil, u. a. Universal Music, Sony Music, Warner, EMI und Bertelsmann/BMG.
Phonoline wandte sich zunächst als Großhandels-Plattform an Internet-Vermarkter, die selbst Musik-Downloads für Endverbraucher bereitstellen wollten. Die Nutzer konnten die Titel nach dem Herunterladen legal auf CD brennen oder auf MP3-Player kopieren.
Der Dienst startete im März 2004 als Popfile für Endanwender. Im Gegensatz zum iTunes Music Store der Computerfirma Apple – seit Juni 2004 in Großbritannien, Frankreich und Deutschland online – blieb jedoch der Erfolg aus; wohl auch, weil bei Popfile fast nur Musik der Firma Universal erhältlich war.
Im September 2004 wurde die Einstellung von Phonoline angekündigt, im Dezember 2004 die von Popfile.
Die Telekom startete im Oktober 2003 das Projekt Musicload; dieses besteht bis heute (2011).